# Renaldo (football)
Pour les articles homonymes, voir Renaldo.
Renaldo Lopes da Cruz, dit Renaldo (né le 19 mars 1970 à Cotegipe au Brésil), est un footballeur brésilien.

## Biographie
Natif de Cotegipe, Bahia, Renaldo a en tout joué pour 15 clubs différents dans son pays, dont surtout le Clube Atlético Mineiro. Durant sa carrière, il n'a en tout manqué que deux penalty, les deux dans le même match lors d'une victoire à domicile 3–0 contre Figueirense Futebol Clube.
Il quitte le Brésil pour l'Espagne en 1996 pour signer avec le Deportivo La Corogne. C'est durant cette année qu'il joue son premier et seul match en sélection avec l'équipe du Brésil.
Juste après son arrivée à La Corogne, il déclare lors d'une interview : « Je suis comme Ronaldo, mais avec un e ». Il n'arrive pas à concrétiser les attentes et est ensuite prêté dans diverses équipes de Segunda División.
En 2002, Renaldo rentre au pays et joue tout d'abord à l'América Futebol Clube (MG), avant d'évoluer dans de nombreux clubs dont un en Corée du Sud au FC Séoul. Il finit sa carrière à 40 ans dans le football amateur brésilien.